# Morti nel 1997/Settembre
| Questa pagina contiene informazioni ricavate automaticamente dalle voci biografiche con l'ausilio del template Bio e di un bot. L'aggiornamento è periodico e automatico e ricostruisce completamente la pagina. Se manca una persona in questa lista, sei pregato di non aggiungerla, ma accertati piuttosto che la sua voce biografica contenga il template Bio e che i dati anagrafici siano correttamente compilati. Se il template Bio manca, inseriscilo tu stesso o, in alternativa, metti l'avviso {{tmp\|Bio}} che ne segnala la mancanza. Se i dati riportati sono sbagliati, correggi direttamente la voce biografica; le modifiche saranno visibili in questa lista entro pochi giorni. Per chiarimenti vedi il progetto biografie. La lista contiene solo le 116 persone che sono citate nell'enciclopedia e per le quali è stato implementato correttamente il template Bio. Pagina aggiornata al 3 mar 2024. |

- 1º settembre - Boris Balinsky, biologo e entomologo ucraino (n. 1905)
- 1º settembre - Karl Berg, arcivescovo cattolico austriaco (n. 1908)
- 1º settembre - Zoltán Czibor, calciatore ungherese (n. 1929)
- 1º settembre - Reidar Olsen, calciatore norvegese (n. 1910)
- 1º settembre - Konstantin Reva, pallavolista e allenatore di pallavolo sovietico (n. 1921)
- 1º settembre - Pacifico Saldari, politico italiano (n. 1923)
- 1º settembre - Severino Saoncella, pittore, scultore e fotografo italiano (n. 1906)
- 2 settembre - Rudolf Bing, direttore artistico austriaco (n. 1902)
- 2 settembre - Viktor Frankl, neurologo, psichiatra e filosofo austriaco (n. 1905)
- 2 settembre - Warner Tjardus Koiter, ingegnere olandese (n. 1914)
- 3 settembre - Stelio Darin, calciatore italiano (n. 1926)
- 3 settembre - Hans Niclaus, cestista tedesco (n. 1914)
- 4 settembre - Khaled Abdul-Wahab, imprenditore tunisino (n. 1911)
- 4 settembre - René Bihel, calciatore francese (n. 1916)
- 4 settembre - Fabio Di Celmo, imprenditore italiano (n. 1965)
- 4 settembre - Hans Eysenck, psicologo tedesco (n. 1916)
- 4 settembre - Aldo Rossi, architetto e teorico dell'architettura italiano (n. 1931)
- 5 settembre - Johanne Kolstad, saltatrice con gli sci norvegese (n. 1913)
- 5 settembre - Heinz Luthringshauser, pilota motociclistico tedesco (n. 1931)
- 5 settembre - Manuel Martin, calciatore statunitense (n. 1917)
- 5 settembre - András Nagy, calciatore e allenatore di calcio rumeno (n. 1923)
- 5 settembre - Georg Solti, direttore d'orchestra ungherese (n. 1912)
- 5 settembre - Madre Teresa di Calcutta, religiosa albanese (n. 1910)
- 5 settembre - Ghigo Tommasi, pittore italiano (n. 1906)
- 6 settembre - Salvador Artigas, allenatore di calcio e calciatore spagnolo (n. 1913)
- 6 settembre - Washington Cacciavillani, allenatore di calcio e calciatore uruguaiano (n. 1934)
- 6 settembre - Ivor Fielding, calciatore inglese (n. 1909)
- 6 settembre - Tunde Ikhidero, calciatore e giocatore di calcio a 5 nigeriano (n. 1970)
- 6 settembre - Percy Howard Newby, scrittore inglese (n. 1918)
- 6 settembre - H.W.L. Poonja, religioso indiano (n. 1910)
- 6 settembre - Refik Resmja, calciatore e allenatore di calcio albanese (n. 1931)
- 7 settembre - Mukul S. Anand, regista indiano (n. 1951)
- 7 settembre - Norman Kernaghan, calciatore e allenatore di calcio nordirlandese (n. 1917)
- 7 settembre - Aleksej Leont'evič Kovalëv, militare sovietico (n. 1925)
- 7 settembre - Gino Malvestio, vescovo cattolico e missionario italiano (n. 1938)
- 7 settembre - Carlo Poggi, vescovo cattolico italiano (n. 1923)
- 7 settembre - Mobutu Sese Seko, politico e militare della Repubblica Democratica del Congo (n. 1930)
- 7 settembre - Matayoshi Shinpō, artista marziale giapponese (n. 1921)
- 7 settembre - Michel Stuart, ballerino, coreografo e costumista statunitense (n. 1945)
- 8 settembre - Marie Bedford, nuotatrice sudafricana (n. 1907)
- 8 settembre - Domenico Cardini, architetto italiano (n. 1913)
- 8 settembre - Sabatino Moscati, archeologo, storico e orientalista italiano (n. 1922)
- 8 settembre - Derek Taylor, giornalista, scrittore e critico teatrale britannico (n. 1932)
- 9 settembre - Richie Ashburn, giocatore di baseball statunitense (n. 1927)
- 9 settembre - Jacques Dupuis, etnografo francese (n. 1912)
- 9 settembre - Walt Lautenbach, cestista statunitense (n. 1922)
- 9 settembre - Burgess Meredith, attore, regista e produttore cinematografico statunitense (n. 1907)
- 10 settembre - George Schaefer, regista statunitense (n. 1920)
- 10 settembre - Fritz Von Erich, wrestler statunitense (n. 1929)
- 11 settembre - Fernando Ayala, regista cinematografico, produttore cinematografico e sceneggiatore argentino (n. 1920)
- 11 settembre - Ilja Kirčev, calciatore bulgaro (n. 1932)
- 11 settembre - Matrika Prasad Koirala, politico nepalese (n. 1912)
- 11 settembre - Marta Renucci, giornalista francese (n. 1904)
- 11 settembre - Elio Sasso Sant, canoista italiano (n. 1911)
- 12 settembre - Stig Anderson, imprenditore svedese (n. 1931)
- 12 settembre - Elsa De Giorgi, attrice, regista e scrittrice italiana (n. 1914)
- 12 settembre - Dea Garbaccio, cantante italiana (n. 1919)
- 12 settembre - Judith Merril, autrice di fantascienza statunitense (n. 1923)
- 12 settembre - Judit Horváth, cestista ungherese (n. 1963)
- 12 settembre - Donato Piazza, ciclista su strada e pistard italiano (n. 1930)
- 13 settembre - Georges Guétary, cantante e attore greco (n. 1915)
- 13 settembre - Giōrgos Mītsimponas, calciatore greco (n. 1962)
- 13 settembre - Agnete Olsen, nuotatrice danese (n. 1909)
- 13 settembre - Victor Szebehely, ingegnere ungherese (n. 1921)
- 14 settembre - Nino Calice, politico e saggista italiano (n. 1937)
- 14 settembre - Basri Dirimlili, calciatore e allenatore di calcio turco (n. 1929)
- 14 settembre - Lucy Hillebrand, architetto tedesco (n. 1906)
- 15 settembre - Georges Bergé, generale francese (n. 1909)
- 16 settembre - Helen Jepson, soprano statunitense (n. 1904)
- 16 settembre - Stelio Mattioni, scrittore italiano (n. 1921)
- 16 settembre - Gerry Turpin, direttore della fotografia britannico (n. 1925)
- 16 settembre - José Valle, allenatore di calcio e calciatore argentino (n. 1920)
- 17 settembre - Benjamin Atkins, serial killer statunitense (n. 1968)
- 17 settembre - Karl Kainberger, calciatore austriaco (n. 1912)
- 17 settembre - Gilberto Pressacco, musicologo, direttore di coro e presbitero italiano (n. 1945)
- 17 settembre - Red Skelton, attore statunitense (n. 1913)
- 17 settembre - Jan P. Syse, politico e avvocato norvegese (n. 1930)
- 18 settembre - John Jarlath Dooley, arcivescovo cattolico e missionario irlandese (n. 1906)
- 18 settembre - Fernand Fayolle, ciclista su strada e ciclocrossista francese (n. 1904)
- 18 settembre - Seigo Tada, karateka e maestro di karate giapponese (n. 1922)
- 18 settembre - Jimmy Witherspoon, cantante statunitense (n. 1920)
- 19 settembre - Enrico Carabelli, doppiatore, direttore del doppiaggio e attore teatrale italiano (n. 1943)
- 19 settembre - Melchiade Coletti, sceneggiatore e regista cinematografico italiano (n. 1922)
- 19 settembre - Lello Scorzelli, scultore italiano (n. 1921)
- 20 settembre - Albino Perosa, presbitero e compositore italiano (n. 1915)
- 20 settembre - Renato Treu, politico italiano (n. 1910)
- 21 settembre - Margaret Bailey Speer, educatrice e missionaria statunitense (n. 1900)
- 21 settembre - Juan Burgueño, calciatore uruguaiano (n. 1923)
- 21 settembre - Jennifer Holt, attrice statunitense (n. 1920)
- 22 settembre - Chiang Wei-kuo, generale e politico cinese (n. 1916)
- 22 settembre - Manabu Mabe, pittore brasiliano (n. 1924)
- 22 settembre - Shōichi Yokoi, militare giapponese (n. 1915)
- 23 settembre - Darko Bratina, politico e sociologo italiano (n. 1942)
- 23 settembre - Shirley Clarke, regista statunitense (n. 1919)
- 23 settembre - Dick Flanagan, giocatore di football americano statunitense (n. 1927)
- 24 settembre - Omero Carmellini, calciatore italiano (n. 1921)
- 24 settembre - Anton Kehle, hockeista su ghiaccio tedesco (n. 1947)
- 24 settembre - Raymond Wagner, calciatore lussemburghese (n. 1921)
- 25 settembre - Guillermo Díaz Zambrano, calciatore cileno (n. 1930)
- 25 settembre - Jean Françaix, compositore e pianista francese (n. 1912)
- 25 settembre - Elveno Pastorelli, ingegnere e prefetto italiano (n. 1930)
- 25 settembre - Piergiorgio Righele, direttore di coro italiano (n. 1938)
- 25 settembre - Włodzimierz Śpiewak, calciatore polacco (n. 1938)
- 26 settembre - Egisto Malfatti, poeta, attore teatrale e cantautore italiano (n. 1914)
- 26 settembre - Samuel W. Taylor, scrittore e sceneggiatore statunitense (n. 1907)
- 27 settembre - Bob Evans, cestista e allenatore di pallacanestro statunitense (n. 1925)
- 27 settembre - Walter Trampler, musicista e insegnante tedesco (n. 1915)
- 28 settembre - David Gill, regista britannico (n. 1928)
- 28 settembre - Ho Feng Shan, diplomatico cinese (n. 1901)
- 28 settembre - Enrico Maisto, attore italiano (n. 1940)
- 29 settembre - Luigi Girardin, politico italiano (n. 1925)
- 29 settembre - Roy Lichtenstein, artista statunitense (n. 1923)
- 29 settembre - Fritz Schär, ciclista su strada, pistard e ciclocrossista svizzero (n. 1926)
- 30 settembre - Igor' Bezrodnyj, violinista, direttore d'orchestra e insegnante sovietico (n. 1930)
- 30 settembre - Nobuo Fujita, militare giapponese (n. 1911)
- 30 settembre - Don Martin, cestista e allenatore di pallacanestro statunitense (n. 1920)